# ATA航空
ATA航空（ATA Airlines 旧称；American Trans Air）はアメリカ合衆国インディアナ州インディアナポリス市を本拠地としていた格安航空会社である。ATAホールディングス (OTCBB：ATAHQ) による全額出資子会社であり、ATA航空は3,000人のスタッフを従業員として雇っていた。イリノイ州シカゴ市内のミッドウェイ空港のハブから定期旅客便及び世界へのチャーター便の運航を行っていたが、2008年4月2日に二度目の連邦倒産法第11章の適用を受けて全便の運航を停止した。
日本へは、米軍の定期旅客チャーター便（パトリオット・エクスプレス）として米軍基地に飛来していた。

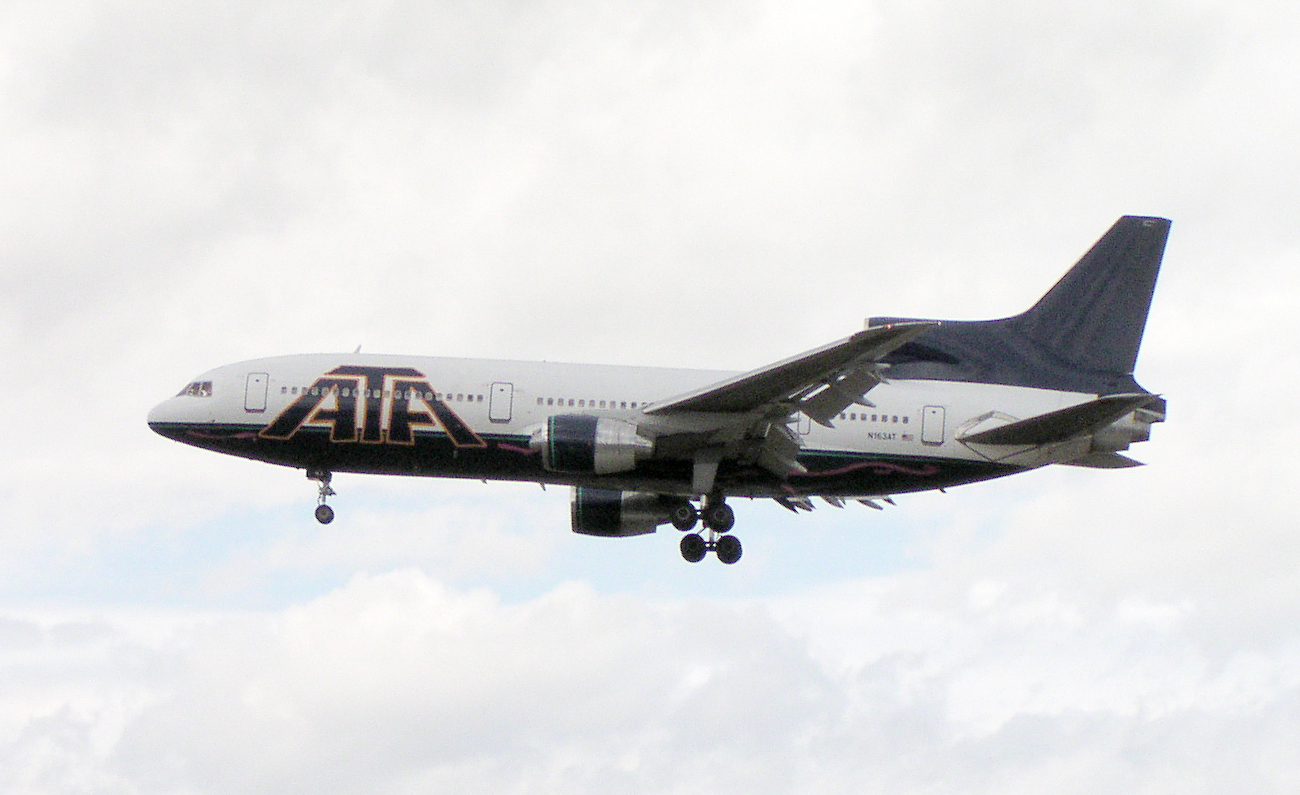
ロッキードL-1011-500

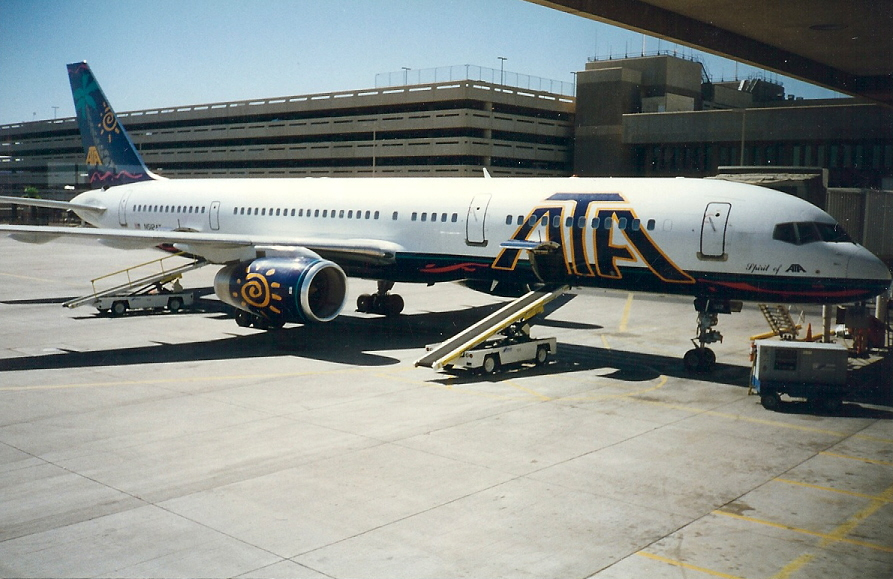
フェニックス国際空港で待機するボーイング757-200

## 歴史
ATA航空はアンバサダーエアー旅行倶楽部向けに飛行機を提供するため アメリカン・トランス航空 (ATA) として1973年8月に設立された。ここの最初の航空機は1978年に加えられた2機目のボーイング707型機 (名称："Spirit of Indiana") と共に、 "Miss Indy" という名称のボーイング707型機であった。ATA航空は1981年3月に航空会社として認可を受けた。運航はインディアナポリスを本拠地として8機のボーイング707型機の機材と共に、1981年にチャーター便航空会社として始められた。アムトライン株式会社はアンバサダーエアー、ATA、及び将来の子会社向けの持株会社として、1984年に所有者ジョージ・マイケルソンズ (George Mikelsons) によって設立された。この航空会社は1984年にボーイング727-100型機に707型機を置き換え、1985年にロッキード L-1011型機、及び1989年にボーイング757-200型機を加えた。定期便路線はインディアナポリス及びフロリダ州フォートマイヤーズ間で1986年に始められた。

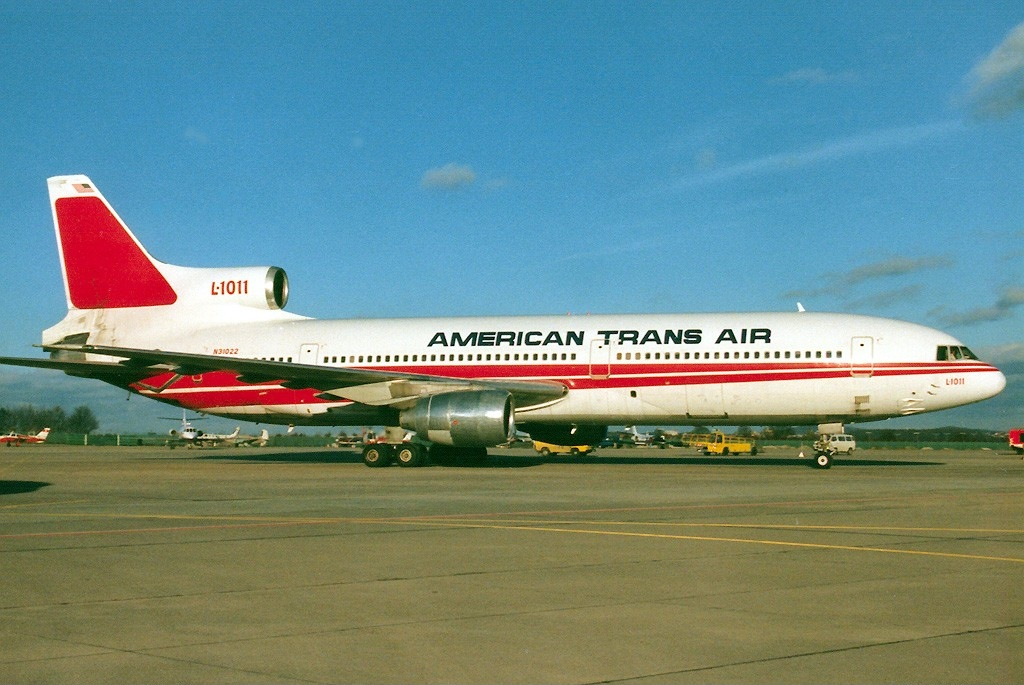
トランス・ワールド航空から移籍したトライスター

ATAは、1991年の湾岸戦争において、アメリカ合衆国軍の砂漠の嵐作戦向けの任務494回で108,000人の軍人を輸送した。ボーイング727-100型機は1993年に727-200型機に置き換えられた。1990年代中頃、ATA航空はシカゴを大きなハブ空港として運営しアメリカ大陸の至る所に定期便サービスを提供し、同じくハワイ路線及び軍のチャーター便契約を拡大させた。ATA航空及びシカゴ・エキスプレス (w:Chicago Express) はATA のシカゴ運営と共に地方の中西部都市へ連絡する、ATAコネクションを立ち上げた；シカゴ・エキスプレスは1999年に購入し子会社と分離して運営された。2000年に、ATA航空はミッドウェイ空港からの追加飛行向けの機材拡張のために新しいボーイング737-H型機及びボーイング757-300型機を購入する大きな発注を行った。この年、ここはメキシコへの定期便運航も開始しw:United States Department of Transportationによって主要航空会社 (w:major carrier) と指定された。
2004年10月27日に、ATAホールディングス及びその子会社は連邦倒産法第11章の適用を申請した。
2005年10月13日、ATA はボストン、ミネアポリス=セントポール、及びニューアークへの路線を廃止する、主要サービスを縮小する発表を行った。加えて、フロリダ州マイアミ及びサラソータへの路線を加える計画を取り消した。これはミネアポリス及びニューアークでのサウスウエスト航空とのコードシェア・サービスを廃止する事となった。
小型化及び破産から抜け出そうと努力を続ける中で、ATA航空はもっと主要都市への路線を廃止する事を2005年12月6日に発表した。AP によると、ATA航空は2006年4月後半にシカゴのミッドウェイ空港とフロリダ州フォートマイヤーズ、及びカリフォルニア州サンフランシスコ間のすべての便を廃止する事となる。それらの廃止に続き、ATA航空はシカゴ・ハブ空港から唯一毎日18便の出発及び会社全体で52便の出発規模となる。
しかし、2008年4月2日、二度目の連邦倒産法第11章の適用を受け、その結果全便の運航の停止を余儀なくされた。
燃油費の高騰に加え、長らく主要業務となっていた米軍とのチャーター輸送契約が解約された事が二度目の倒産の引き金になったとしている。

## 就航路線
ATA航空は以下の路線を運航している (2006年6月 日現在)：

### 国内線定期便路線
- アリゾナ州
  - フェニックス（フェニックス・スカイハーバー国際空港）
- カリフォルニア州
  - ロサンゼルス（ロサンゼルス国際空港）
  - サンフランシスコ（サンフランシスコ国際空港）(2006年4月27日廃止)
  - オークランド(オークランド国際空港)
- コロラド州

- - デンバー（デンバー国際空港）(2006年1月9日廃止)
- コロンビア特別区
  - ワシントンD.C.（ロナルド・レーガン・ワシントン・ナショナル空港）
- フロリダ州
  - フォートマイヤーズ（サウスウエストフロリダ国際空港）(2006年4月23日廃止)
  - オーランド（オーランド国際空港）(2006年4月23日廃止)
- ハワイ州
  - オアフ島ホノルル（ホノルル国際空港）
  - マウイ島カフルイ（カフルイ空港）
  - ハワイ島コナ（コナ国際空港）
  - ハワイ島ヒロ（ヒロ国際空港）
  - カウアイ島リフエ（リフエ空港）
- イリノイ州
  - シカゴ（ミッドウェイ空港）
- インディアナ州
  - インディアナポリス（インディアナポリス国際空港）(2006年1月9日廃止)
- ネバダ州
  - ラスベガス（マッカラン国際空港）
- ニューヨーク州
  - ニューヨーク（ラガーディア空港）
- プエルトリコ
  - サンフアン（ルイス・ムニョス・マリン国際空港）(2006年1月9日廃止)
- テキサス州
  - ダラス/フォートワース（ダラス・フォートワース国際空港）

### 国際線定期路線
- アルバ
  - オラニエスタッド (ベアトリクス女王国際空港)
- メキシコ
  - カンクン (カンクン国際空港)
  - グアダラハラ (メキシコ) (ドン・ミゲル・イダルゴ・イ・コスティージャ国際空港)

### 国際線 (循環) チャーター便
- 日本
  - 横田基地（w:Yokota Air Base）
  - 岩国基地（w:MCAS Iwakuni）
  - 三沢基地（w:Misawa Air Base）
  - w:Shannon, Ireland Bangor, Maine経由 (シャノン空港)

## 保有機材
ATA航空の機材は以下の航空機で構成される (2005年9月)：
- ボーイング737-300型機 3機
- ボーイング737-800型機 21機
- ボーイング757-200型機 7機
- ボーイング757-300型機 4機
- リアジェット 35A型機 1機
- ロッキード L-1011-100 トライスター型機 1機
- ロッキード L-1011-500 トライスター型機 4機
- マクドネル・ダグラス DC-10 4機

ATA航空の機材年齢は2006年6月で6, 8年である。

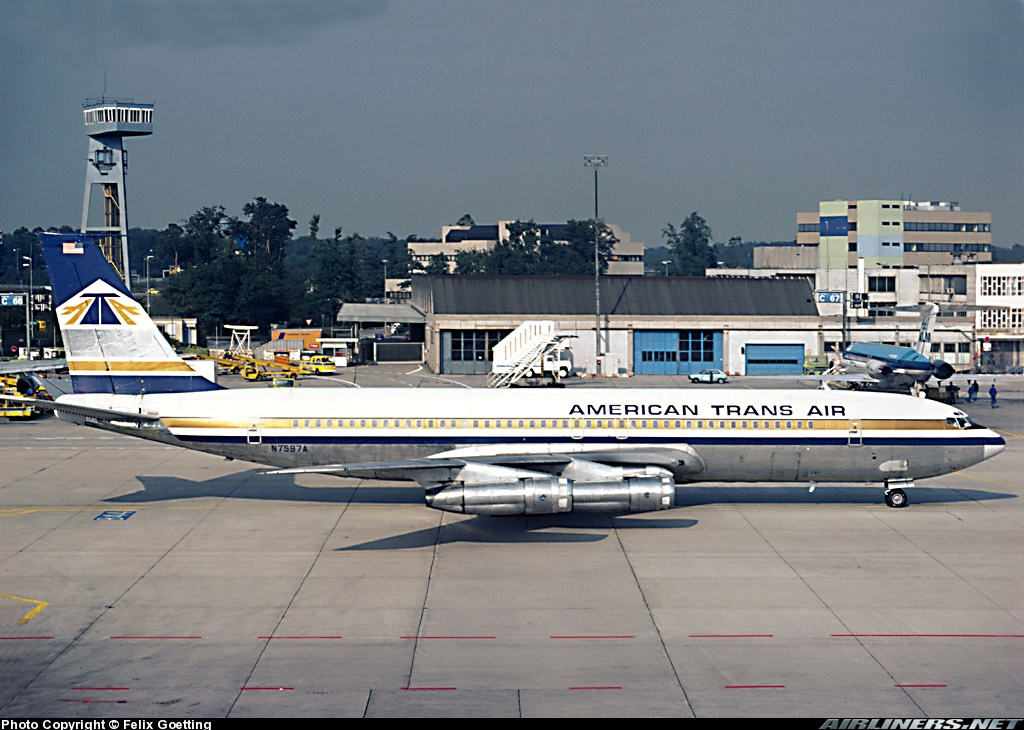
ボーイング707-323C
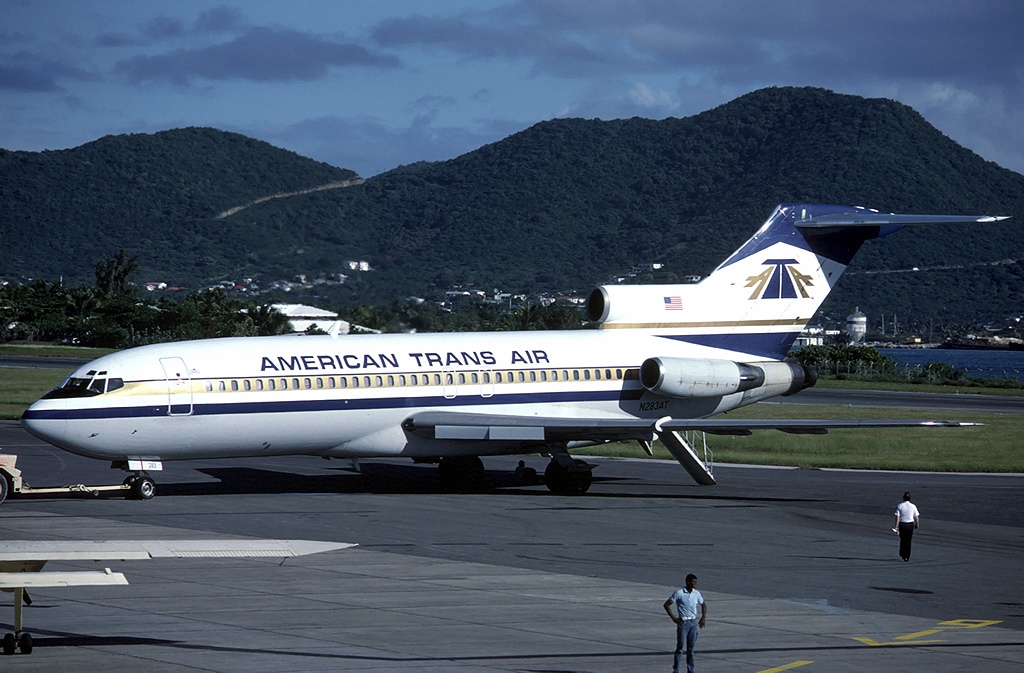
ボーイング727-22
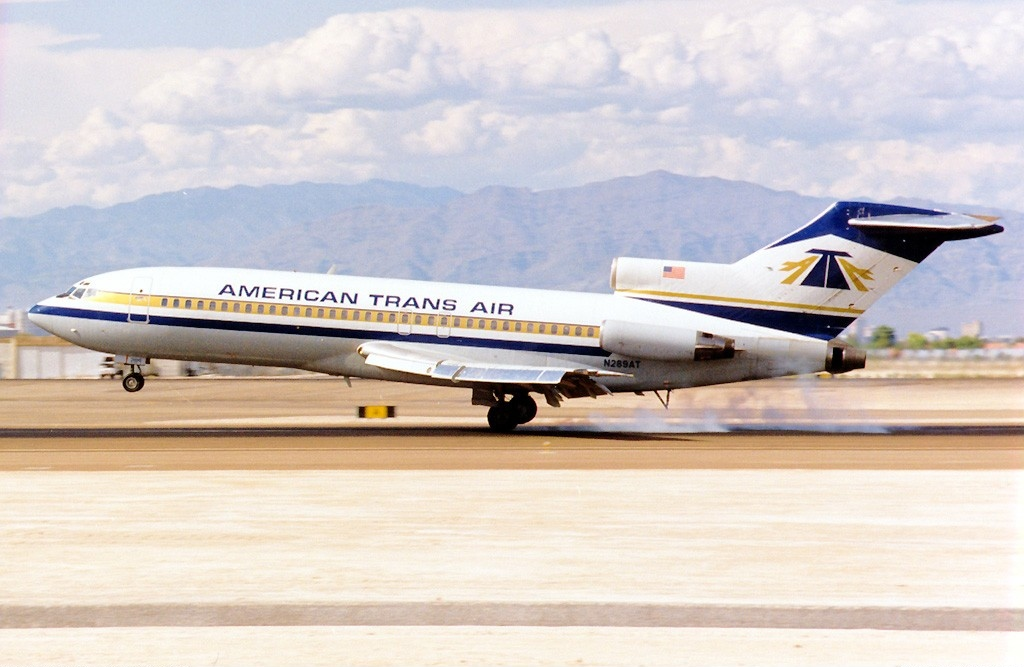
ボーイング727-51
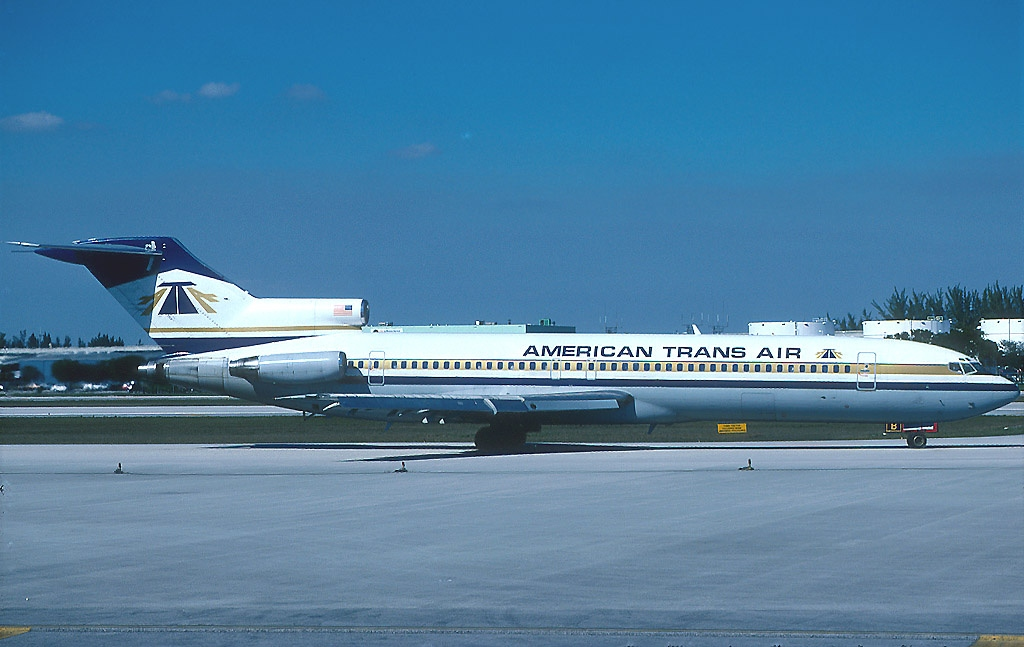
ボーイング727-208Adv
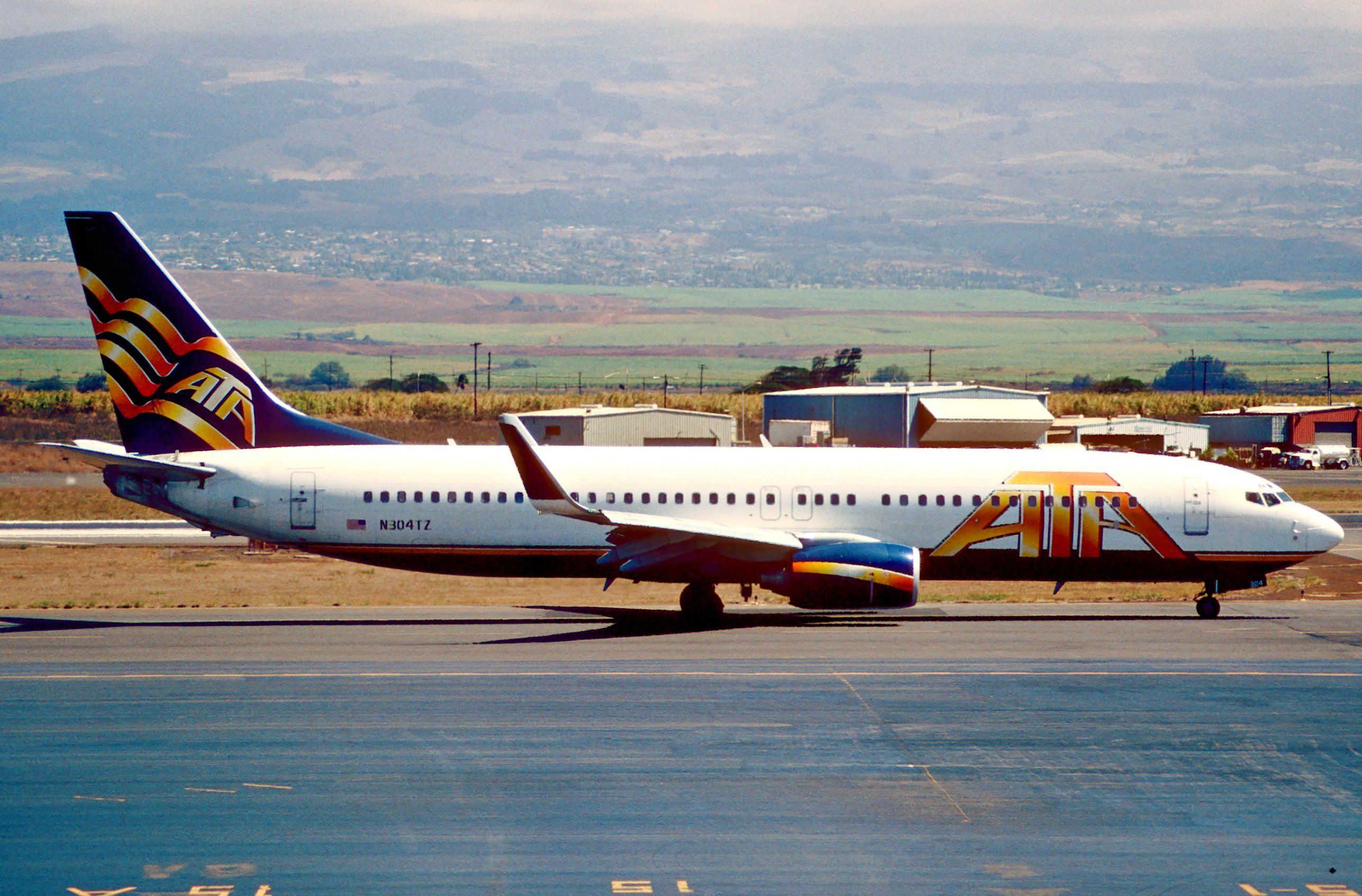
ボーイング737-83N
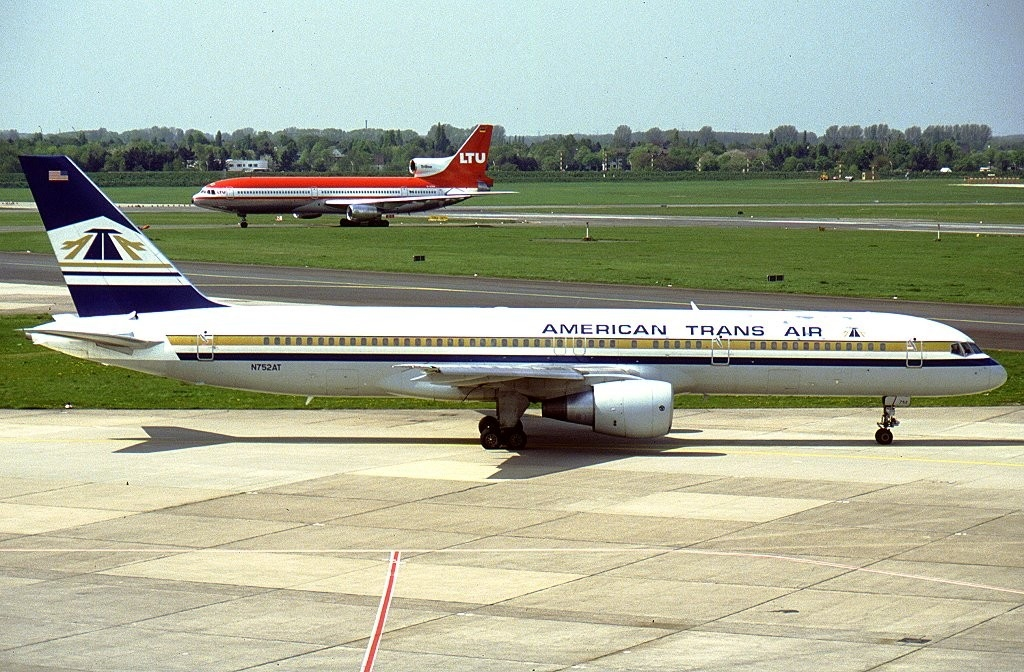
ボーイング757-245
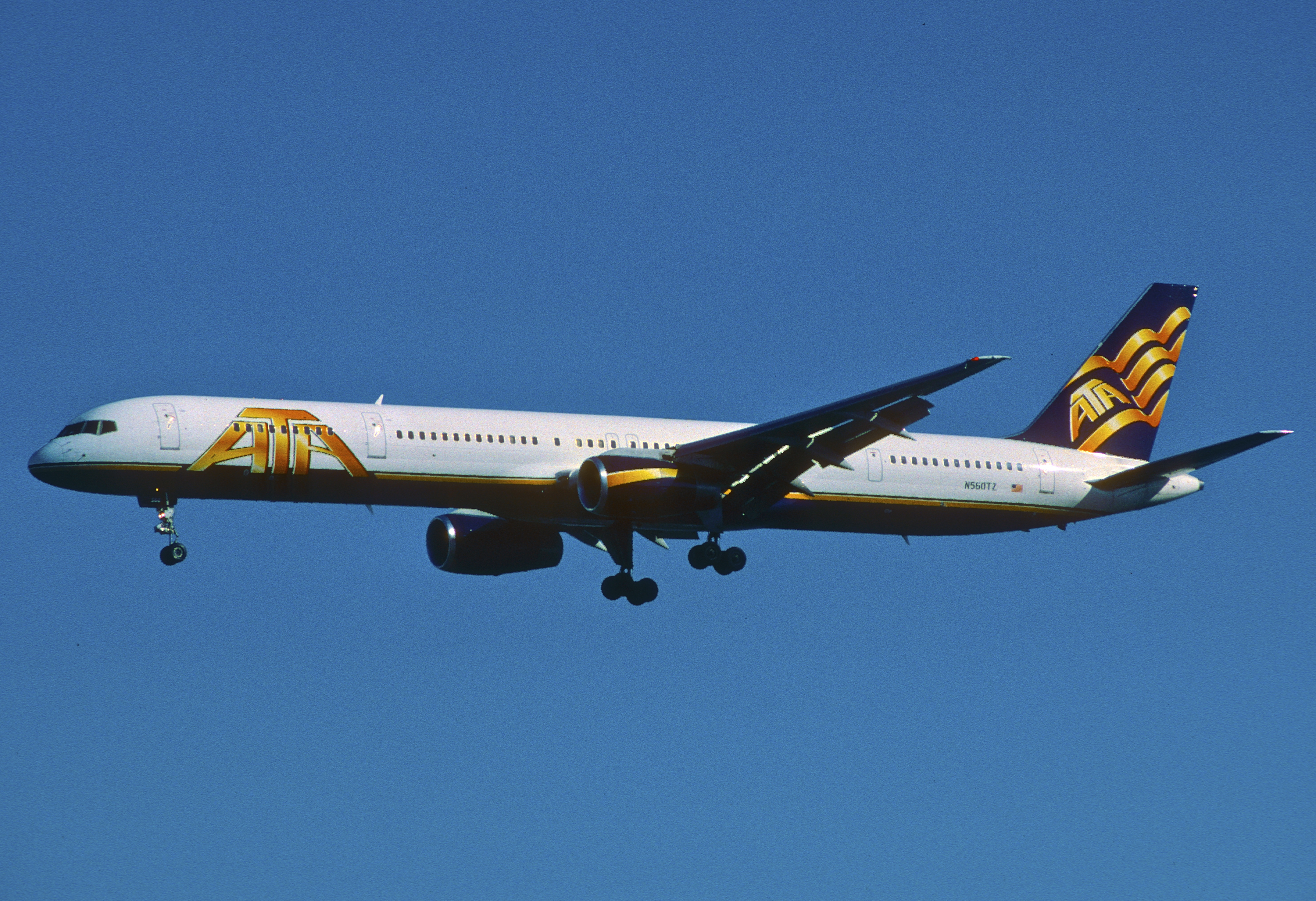
ボーイング757-33N
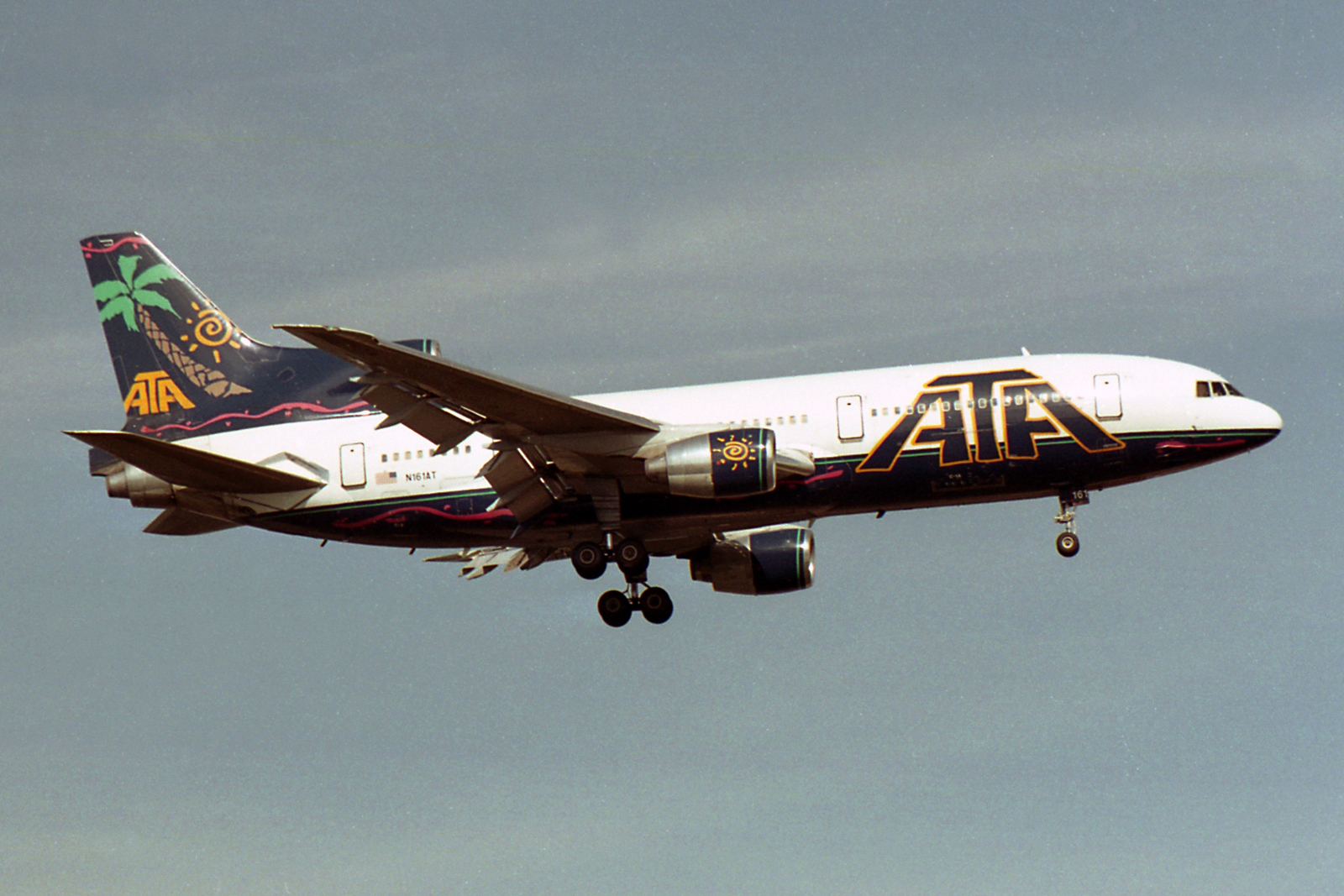
ロッキード L1011-300
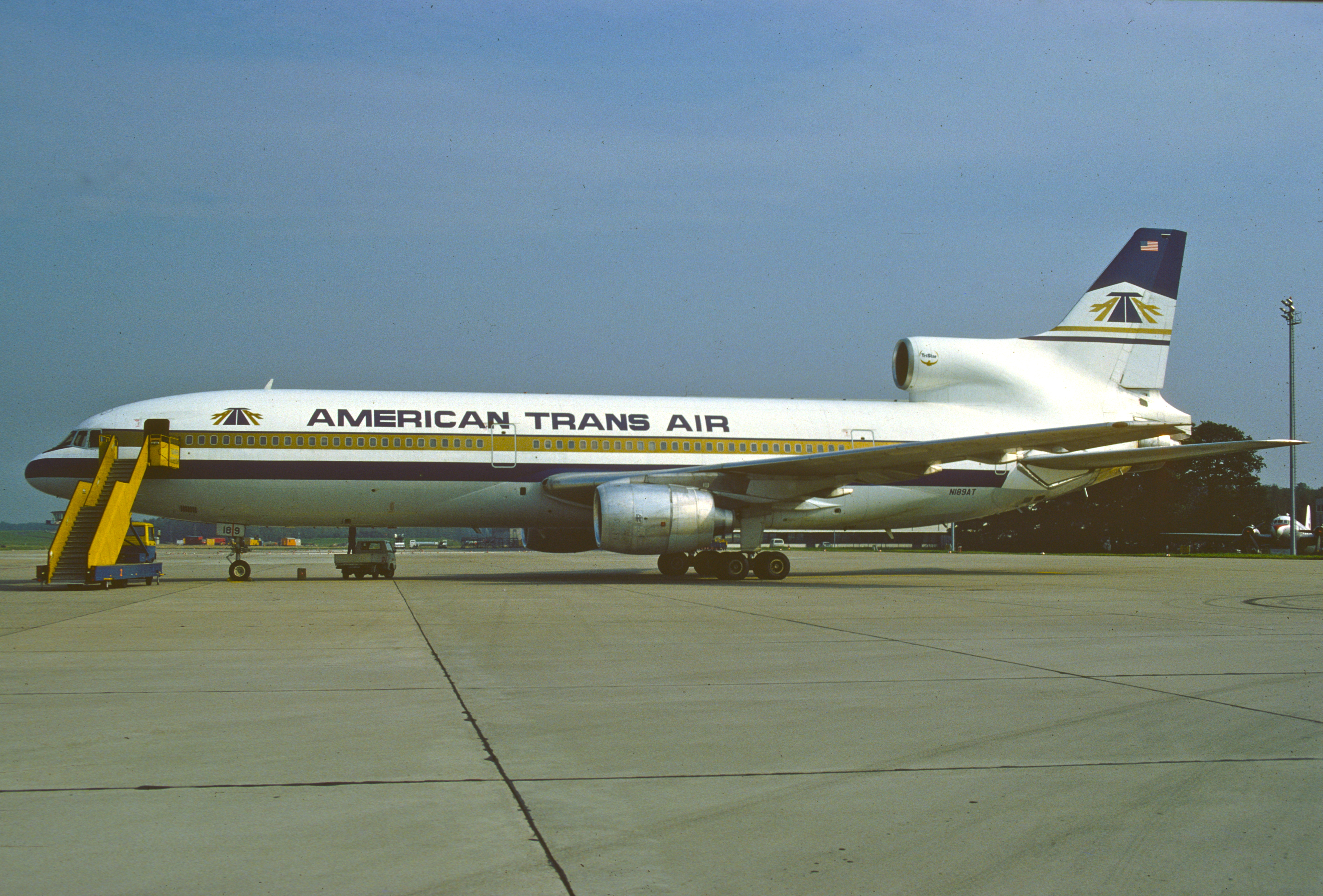
ロッキード L-1011-500
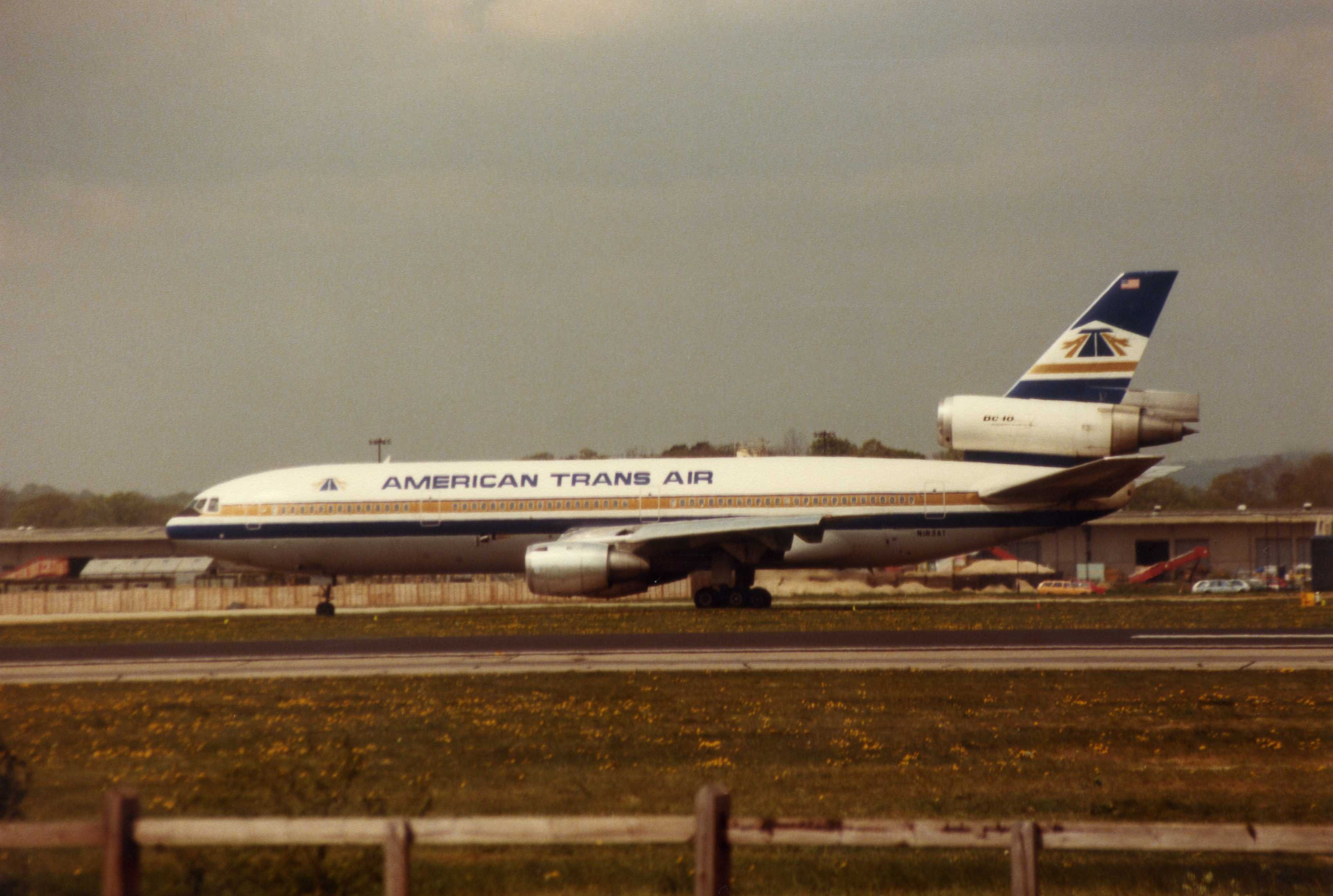
マクドネル・ダグラス DC-10